# 常照愚草
『常照愚草』（じょうしょうぐそう）は、戦国時代初期の山城国守護職・伊勢貞陸による有職故実書。常照とは貞陸の出家後の法号である。
貞陸は延徳2年（1490年）より明応7年（1498年）まで室町幕府政所執事を務めた。執筆年代は明らかではないが、貞陸が大永元年（1521年）に59歳で没していることから、それ以前の著作となる。
室町幕府における武家の作法・制度について解説している。また、政所執事・山城守護として朝廷との交渉役も務めたことから、公武交渉についての記述についても詳細である。